# Fernando Savater
Fernando Fernández-Savater Martín (ur. 21 czerwca 1947 w San Sebastián) – hiszpański filozof-etyk, publicysta, pisarz, dramaturg i eseista. Profesor uniwersytetów w Madrycie i San Sebastian.
Autor ponad 40 książek, współzałożyciel – sprzeciwiającej się ETA – baskijskiej organizacji ¡Basta Ya! (Już dość!), która w 2000 r. została uhonorowana przez Parlament Europejski Nagrodą im. Sacharowa za wolność myśli. Laureat hiszpańskiej Premio Planeta za powieść La hermandad de la buena suerte (2008). 

## Wybrane dzieła
- Etyka dla syna
- Polityka dla syna
- Proste pytania
- Mój słownik filozoficzny
- Dziennik Hioba